# Heulos
Heulos (čti hajlos, též Březinovy sady) je jedním z jihlavských parků. Dělí se na Malý a Velký Heulos (dříve Nový Heulos).

## Historie
Park byl vybudován v letech 1824-1826 na svahu údolí Heulos. Zřízení parku měl iniciovat c.k. hejtman v důchodu von Hoffeneg a na vybudování se také zasloužili krajský hejtman baron František Nádherný a jihlavský purkmistr Vincenc Gattoni. V roce 1836 došlo k vybudování nového vstupu od kostela sv. Jakuba Většího. V roce 1846 zde byl zřízen taneční sál. V roce 1949 se v areálu parku začalo s budováním Parku kultury a oddechu. Roku 1951 došlo k otevření amfiteátru letního kina a konala se zde řada kulturních akcí, přičemž největší ohlas z nich měl Filmový festival pracujících. Roku 1957 byl poblíž amfiteátru vybudován zookoutek, jenž byl 1. ledna 1982 zařazen mezi zoologické zahrady. Po sametové revoluci letní kino chátralo, po rekonstrukci se zde koná řada kulturních akcí – např. hudební festivaly Vysočina fest a Rock in Heulos (do roku 2006) či festival Jihlavské pivní pábení, jehož součástí je i dřevorubecká soutěž Eurojack. Součástí rekonstrukce byla revitalizace řeky Jihlávky. 

## Vývoj názvu
Názvem Březinovy sady se dnes neoznačuje jen lesopark Heulos, ale nese ho i několik nesouvislých uliček, které ústí do lesoparku (z Brněnské ulice podél zástavby nad Malým Heulosem, spojnice Křižíkovy ulice a bývalého Studentského mlýna čp. 4, od Křížové ulice okolo Střední školy grafické a spojnice ulice Na Kopci s Hrádkem). Zástavba se nachází pouze v první části.
Na konci 19. století se zdejší ulice v adresáři uvádí pod názvem Engelzeile (Andělská ulice), později jako Eiserne Thurzeile (Ulice železných dvířek) či Auf der kleinen Igel (Nad říčkou Jihlávkou). V roce 1845 dostal Malý Heulos název Kopec Františka Karla, na památku návštěvy arcivévody Františka Karla, bratra císaře Ferdinanda I., který se zde procházel; název se však neujal. K roku 1847 je pak ulice zmiňována pod názvy Bei der Heulosschanze (Při šancích na Heulose) či Am Grossen Igelflusse (U řeky Jihlavy). V roce 1876 na Illingově plánu města se jihovýchodní část objevuje pod názvem Beim Hirschensprung (U Jeleního skoku). Jedná se o odkaz na událost z roku 1844, kdy z brtnického panství utekla dvojice jelenů a dostala se až do Jihlavy na Brtnické předměstí. Jeden byl na dnešní Brtnické ulici chycen a vrácen zpátky na panství, druhý byl u Heulosu měšťany zastřelen. Ve druhé polovině 19. století se poprvé objevuje pod názvem Heulos, jak zachycuje i plán Jihlavy s předměstími z roku 1884. Od roku 1924 pak nesla název Pod hradbami (Unter der Stadtmauer). Za protektorátu dostala zpátky název Heulos a dnes nese označení Březinovy sady.
Co se týká lesoparku, tak ten, resp. oblast, kde se nachází, se poprvé objevuje v 17. století pod názvem Hewerles. Od roku 1864 pak nese označení Heulos. Na mapě Jihlavy a okolí z poloviny 19. století je pak v prostoru pod dnešním Hrádkem, na svahu nad dnes již zaniklým mlýnem Heilos Mühle, zakresleno kutiště Heilosberg s trojicí šachet.